# Brucella
Brucella és un gènere de bacteris Gram-negatius. Són cocobacils petits (0.5 a 0.7 per 0.6 a 1.5 µm), no-mòtils, no-encapsulats que són paràsits intracel·lulars facultatius.
Brucella és la causa de la brucel·losi, que és una zoonosi. Es transmet per menjar aliments infectats, per contacte directe amb un animal infectat o per inhalació d'aerosols. La transmissió entre humans és molt rara però possible. També es pot contagiar per consumir llet o làctics fets amb llet crua.

## Algunes espècies de Brucel·la
- B. melitensis infecta cabres i ovelles
- B. abortus infecta bovins
- B. suis infecta porcs
- B. ovis infecta ovelles
- B. neotomae
- B. pinnipedialis i B. ceti en mamífers marins.

Tanmateix, el nou sistema taxonòmic NCBI anomena Brucella l'espècie Brucella melitensis que inclou Brucella melitensis: abortus, canis, neotomae, ovis, i suis.